# Dove (шоколад)
Dove — шоколад, выпускающийся с 1939 года американской компанией Mars. Также выпускаются широкий ассортимент шоколадных конфет и другие шоколадные продукты, такие как молоко, пирожные и мороженое.

## История
Название Dove происходит от Dove Candies & Ice Cream — чикагских магазинов конфет и мороженого, принадлежавших греко-американцу Лео Стефаносу в 1939 году. В 1956 году Стефанос создал мороженое Dove Bar, которое продавалось только в Чикаго до 1985 года, когда началось распространение в отдельных городах по всей стране. В 1986 году компания Dove была приобретена американской корпорацией Mars.
В 1991 году в США начались продажи шоколадных батончиков Dove.
Начиная с 1960 года, шоколад Dove первоначально продавался под торговой маркой Galaxy в Великобритании.

## Продукция
Под брендом Dove выпускается широкий ассортимент шоколадных конфет, включая молочный шоколад, тёмный шоколад, карамельные, фруктовые и ореховые начинки, менестрели, Ripple (молочный шоколад в виде сердцевины), Amicelli, Duetto, Promises, Bubbles и Truffle. Родственные бренды в других частях мира включают «Jewels» и «Senzi» на Ближнем Востоке. Под брендом Dove производятся и другие шоколадные продукты, включая готовое к употреблению шоколадное молоко, горячий шоколад, шоколадные торты, мороженое и многое другое.